# Evamaria Salcher
Evamaria Salcher (auch Eva Maria; * 21. März 1975 in Wien) ist eine deutsche Schauspielerin und Hörspielsprecherin.

## Leben
Von 1986 bis 1993 hatte Evamaria Salcher Gesangsunterricht, daran schloss sich von 1993 bis 1997 eine Schauspielausbildung am Konservatorium der Stadt Wien an. Ihr erstes Festengagement führte sie von 2000 bis 2002 an das Staatstheater Saarbrücken, danach war sie bis 2006 am Nationaltheater Mannheim verpflichtet und wechselte von dort an das Staatsschauspiel Dresden, dem sie bis 2009 angehörte. Im selben Jahr ging Salcher für eine Spielzeit an das Schauspielhaus Bochum, danach war sie freiberuflich tätig und spielte an verschiedenen deutschen Bühnen wie den Theatern in Lübeck, Bonn und Heidelberg, am Mainfranken Theater Würzburg, am Essener Grillo-Theater, sowie in Berlin am Berliner Ensemble und an der Vaganten Bühne. Auslandsgastspiele führten sie nach Italien an die Vereinigten Bühnen Bozen und das Luzerner Theater in die Schweiz. Seit der Spielzeit 2015/16 gehört sie dem Ensemble des Schauspielhauses Graz an.
Bekannte Rollen Salchers waren bislang unter vielen anderen die Franziska in Minna von Barnhelm von Gotthold Ephraim Lessing, Prinzessin Eboli in Don Karlos und Lady Milford in Kabale und Liebe, beide von Friedrich Schiller, die Titelfigur in Henrik Ibsens Schauspiel Nora, Regan in William Shakespeares Drama König Lear oder die Ginevra in Merlin oder Das wüste Land von Tankred Dorst.
Mitte der 1990er-Jahre arbeitete Salcher erstmals vor der Kamera. Im Jahr 2000 war sie in dem deutsch-österreichischen Heimatfilm Da wo die Berge sind als Katharina Sandgruber zu sehen, diese Rolle spielte sie auch in den bis 2009 gedrehten Nachfolgeproduktionen. Gastauftritte hatte sie in Krimiserien wie Die Rosenheim-Cops oder SOKO Donau.
Seit Mitte der 2000er-Jahre ist Salcher auch immer wieder als Hörspielsprecherin tätig.

## Filmografie
- 1995: Die kranken Schwestern
- 2000: Da wo die Berge sind
- 2002: Da wo die Liebe wohnt
- 2004: Da wo die Herzen schlagen
- 2004: Da wo die Heimat ist
- 2004: Alarm für Cobra 11 – Die Autobahnpolizei – Im Visier des Todes
- 2006: Da wo das Glück beginnt
- 2006: Da wo es noch Treue gibt
- 2007: Da wo die Freundschaft zählt
- 2009: Da wo wir zu Hause sind
- 2013: Die Rosenheim-Cops – Ein Schnaps und eine Leiche
- 2013: Das Adlon. Eine Familiensaga
- 2013: SOKO Donau – A schene Leich
- 2014: Die Garmisch-Cops – Wo gesägt wird
- 2017: Die Rosenheim-Cops – Nach Strich und Faden

## Hörspiele (Auswahl)
- 2004: Mozart auf der Reise nach Prag – Autor: Eduard Mörike – Regie: Heinz von Cramer
- 2005: Soll ich bleiben oder gehn? – Autorin: Uta-Maria Heim – Regie: Iris Drögekamp
- 2005: Sonntags auf dem Lande – Autor: Jules Renard – Regie: Heinz von Cramer
- 2006: Diridari – Autor: Jörg Graser – Regie: Robert Matejka
- 2006–2010: Unbegrenzte Lösungen – Autorin: Myra Çakan – Regie: Alexander Schuhmacher
- 2010: Unter Kontrolle – Autor: Frédéric Sonntag – Regie: Alexander Schuhmacher
- 2010: Der Fliegenpalast – Autor: Walter Kappacher – Regie: Oliver Sturm
- 2011: Nachtbrenner – Autorin: Myra Çakan – Regie: Alexander Schuhmacher
- 2013: Come Back – Autorin: Stefanie Gerhold – Regie: Simona Ryser
- 2015: Genesis – Bildnerische Polyphonie – Autor: Paul Klee – Regie: Nadja Schöning